# Bill Richardson
William Blaine „Bill“ Richardson III (15. listopadu 1947 – 1. září 2023) byl americký politik a bývalý guvernér Nového Mexika. V letech 1998–2001 působil jako ministr energetiky ve vládě prezidenta Billa Clintona. V jeho druhé administrativě pracoval v období 1997–1998 jako velvyslanec USA při OSN a mezi roky 1983–1997 byl také členem Sněmovny reprezentantů USA za 3. okrsek Nového Mexika.
Dne 3. prosince 2008 zvolený prezident Barack Obama oznámil, že jej nominuje na pozici ministra obchodu do své vlády. 4. ledna 2009 však Richardson sdělil, že na nominaci rezignuje. Důvodem bylo vyšetřování jeho pochybných podnikatelských aktivit v Novém Mexiku.
Zemřel 1. září 2023 ve svém letním sídle v Chathamu v Massachusetts ve věku 75 let.